# Cassin-Klasse
Die Cassin-Klasse war eine aus vier Einheiten bestehende Zerstörer-Klasse der United States Navy und die erste von insgesamt sechs Zerstörerklassen, die eine Verdrängung von rund 1000 ts hatten. Die Cassins wurden 1913 in Dienst gestellt. Bauwerften waren Bath Iron Works (DD-43 und DD-44), New York Shipbuilding (DD-45) sowie Fore River Shipyard (DD-46). Die beiden von Bath Iron Works gebauten Schiffe besaßen zusätzlich zu den beiden Dampfturbinen eine Dreifach-Expansionsmaschine für die Marschfahrt. Die Zerstörer der Cassin-Klasse waren mit fünf 4"/50-Geschütze in Einzellafetten und acht Torpedorohren in vier Zwillingssätzen ausgerüstet. Durch die im Vergleich zur vorhergehenden Paulding-Klasse stärkere Bewaffnung stieg die Verdrängung auf deutlich über 1000 ts und die Geschwindigkeit sank auf rund 30 kn.
Im Ersten Weltkrieg waren die Zerstörer in Europa eingesetzt und eskortierten amerikanische Schiffe nach Frankreich. Nach Kriegsende wurden die Zerstörer aufgelegt. 1924 wechselten Cassin (DD-43), Commings (DD-44) und Downes (DD-45) zur United States Coast Guard und dienten dort als CG-1, CG-3 sowie CG-4.  Nach Rückgabe der Schiffe in den Jahren 1932 und 1933 an die US Navy wurden sie 1934 verschrottet. Die bei der US Navy in der Reserveflotte verbliebene Duncan (DD-46) wurde 1935 zur Verschrottung verkauft.
Die zeitgleich gebauten Zerstörer der Aylwin-Klasse werden häufig der Cassin-Klasse zugeordnet, da sie abgesehen von ihrer etwas höheren Verdrängung, baugleich sind.